# Andorinhão-malhado
O Andorinhão-malhado (Tachymarptis aequatorialis) é uma espécie de andorinhão do género Tachymarptis na família Apodidae.

## Morfologia
É uma espécie grande (23 cm) com uma cauda bifurcada visivelmente longa. De coloração marrom, seu ventre é manchado, junto com uma mancha pálida e mal definida na garganta.

## Distribuição
T. aequatorialis está distribuído ao longo do continente africano.
Pode ser encontrada nos seguintes países: Angola, Burkina Faso, Burundi, Camarões, República Centro-Africana, Chade, República Democrática do Congo, Costa do Marfim, Eritreia, Etiópia, Gabão, Gana, Guiné, Quénia, Malawi, Mali, Moçambique, Nigéria, Ruanda, Serra Leoa, Sudão, Tanzânia, Togo, Uganda, Zâmbia e Zimbabwe.